# Stelle principali della costellazione del Cane Maggiore
Segue un prospetto delle stelle principali della costellazione del Cane Maggiore, elencate per magnitudine decrescente.